# Distretto di Ham Yen
Il distretto di Ham Yen (vietnamita: Hàm Yên) è un distretto (huyện) del Vietnam che nel 2019 contava 121.343 abitanti.
Occupa una superficie di 898 km² nella provincia di Tuyen Quang. Ha come capitale Tan Yen.